# Phytoseius solanus
Phytoseius solanus är en spindeldjursart som beskrevs av El-Badry 1968. Phytoseius solanus ingår i släktet Phytoseius och familjen Phytoseiidae. Inga underarter finns listade i Catalogue of Life.